# 卡爾特薩希湖

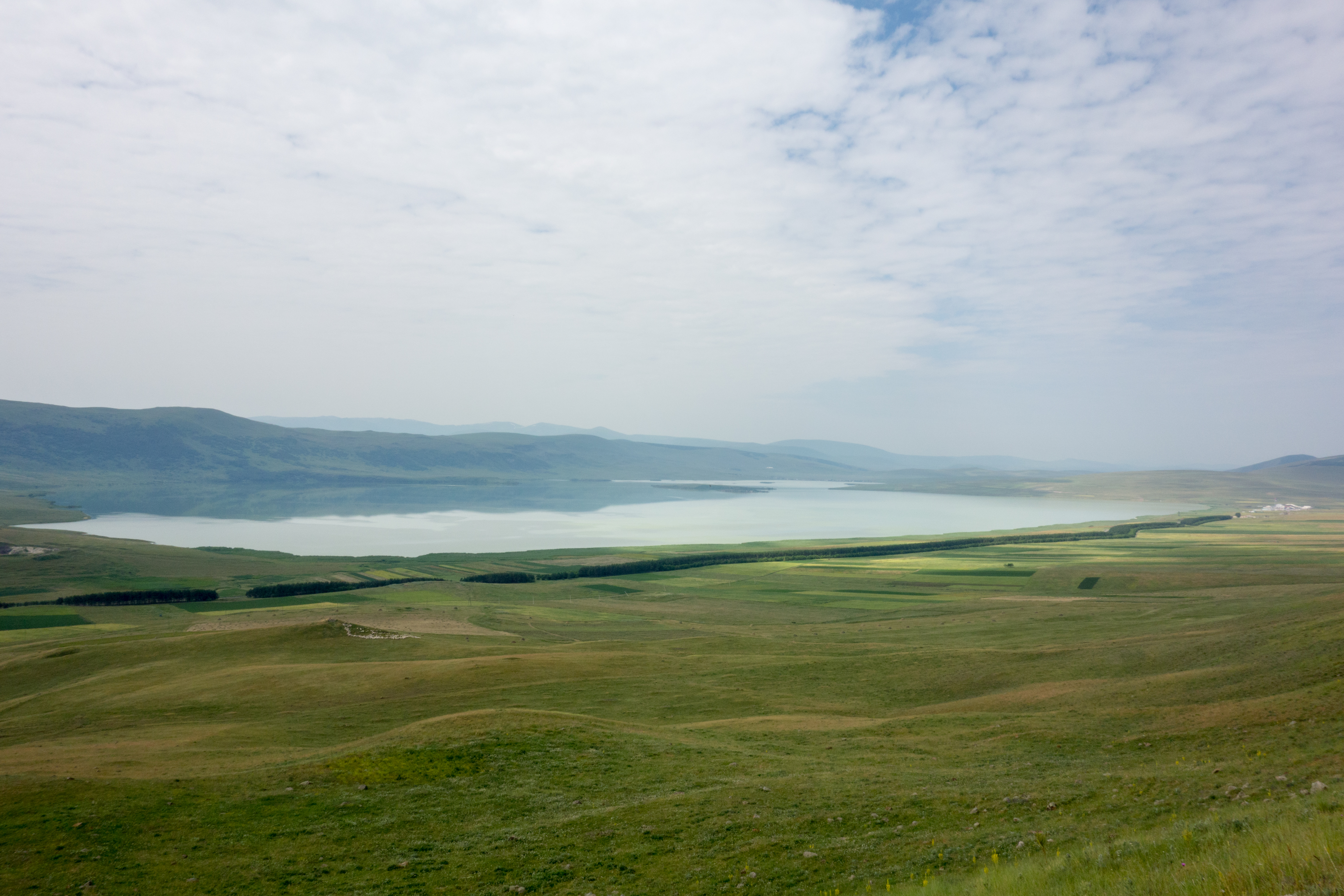
卡爾特薩希湖

卡爾特薩希湖（喬治亞語： karts'akhis tba）是跨越格魯吉亞和土耳其边境的湖泊。面積26.3平方公里，海拔高度1,799米，最大水深1.0米。
41°12′54″N 43°13′16″E / 41.21500°N 43.22111°E